# Klub železničních modelářů České Budějovice
Klub železničních modelářů (KŽMČB) je spolek se sídlem v Českých Budějovicích–Rožnově, jenž sdružuje zájemce o stavbu společného modelového kolejiště.

## Popis
Organizace byla založena v 80. letech 20. století. Je sekcí Českobudějovického automotoklubu v ÚAMK se sídlem Lidická 1123, klubovna modelářů se nachází tamtéž.
V klubovně je v provozu několik kolejišť o celkové délce několika stovek metrů. Kolejiště Kamenička TT s lokomotivním depem obsahuje dvoukolejnou trať s možností plynulého obousměrného provozu, H0 Konrádův Hradec včetně úzkorozchodné dráhy využívá digitální řízení jízdy vlaků, přičemž každou stanici lze obsluhovat samostatně.
Klub několikrát ročně pořádá výstavy pro veřejnost, za tradiční se již dají považovat výstavy v době kolem Vánoc. Kromě modelů železnice a vozů jsou ve prostorách klubovny vystaveny historické předměty včetně návěstidel, lamp a výstražníků nebo funkčních odjezdových,  podchodových a nástupištních tabulí včetně původní informační cedule z nádraží Praha Holešovice. Unikátním exponátem je stoletá hračka, model parní lokomotivy, která údajně pochází z roku 1916 a je skutečně poháněna párou.
KŽMČB provozuje pravidelně se scházející kroužek modelářů pro děti od věku 9–10 let, ve kterém se mohou naučit základní modelářské techniky i stavět vlastní modely včetně modelů železničních vozidel a mohou se účastnit práce na klubovém kolejišti.

## Galerie

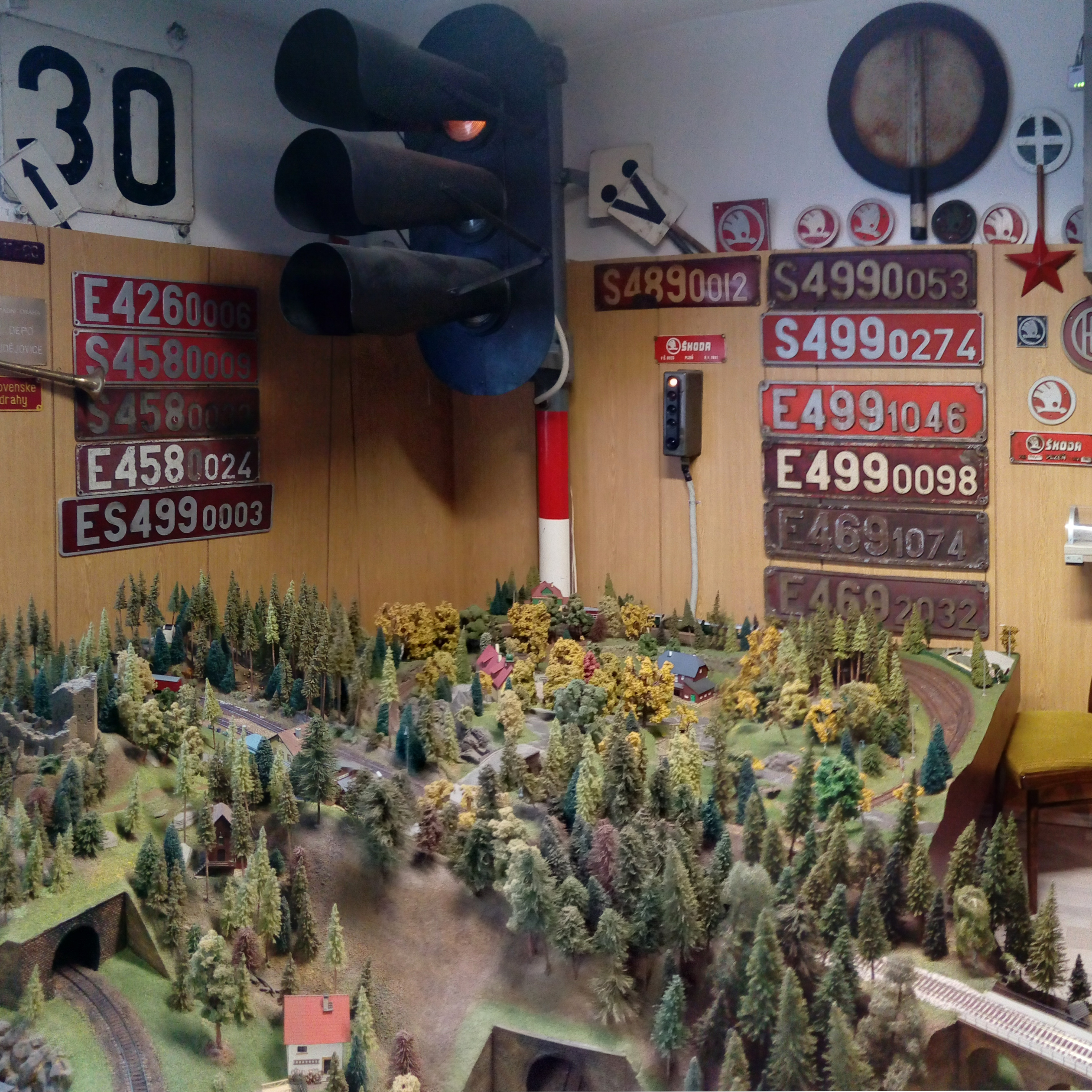
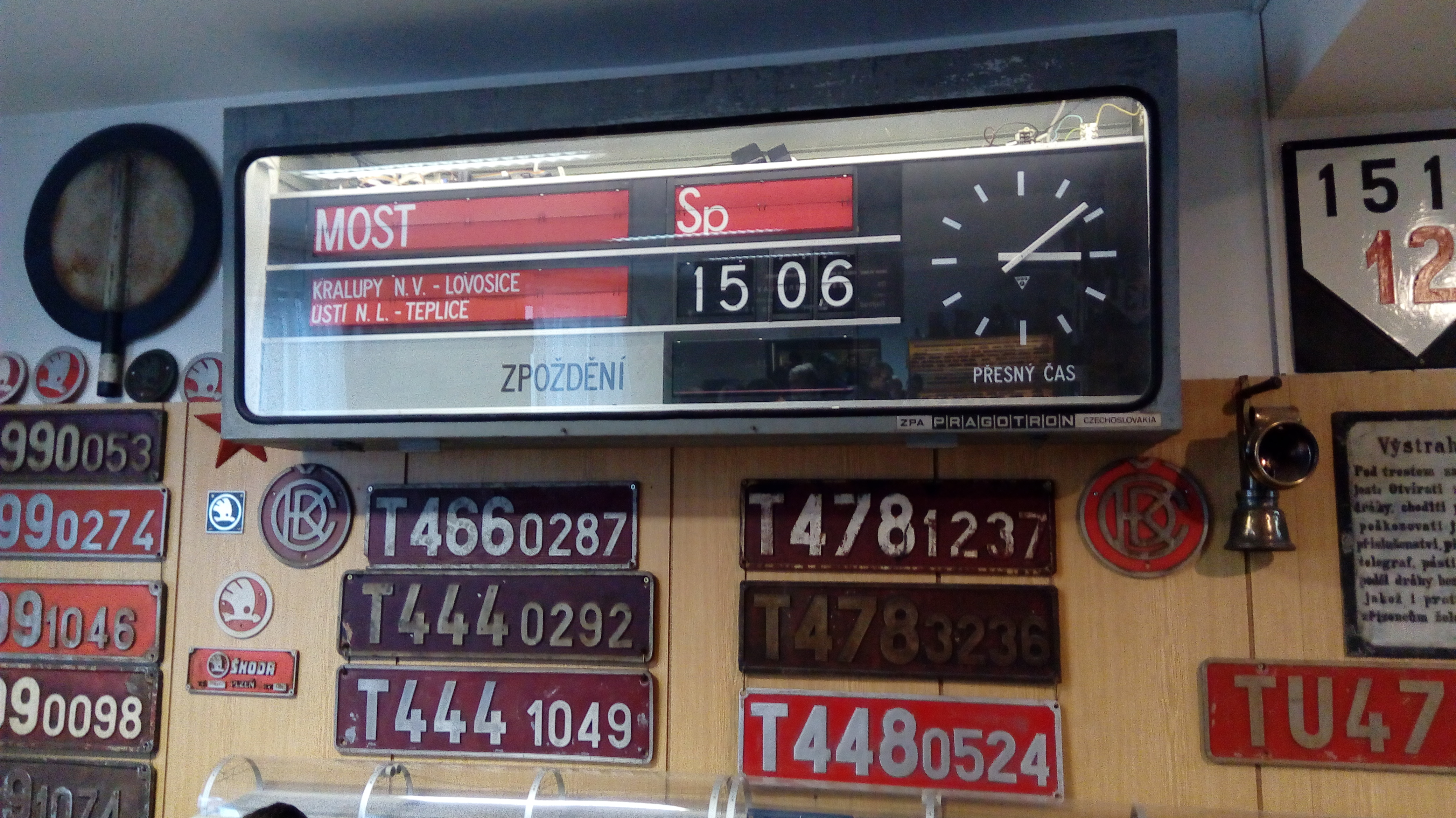
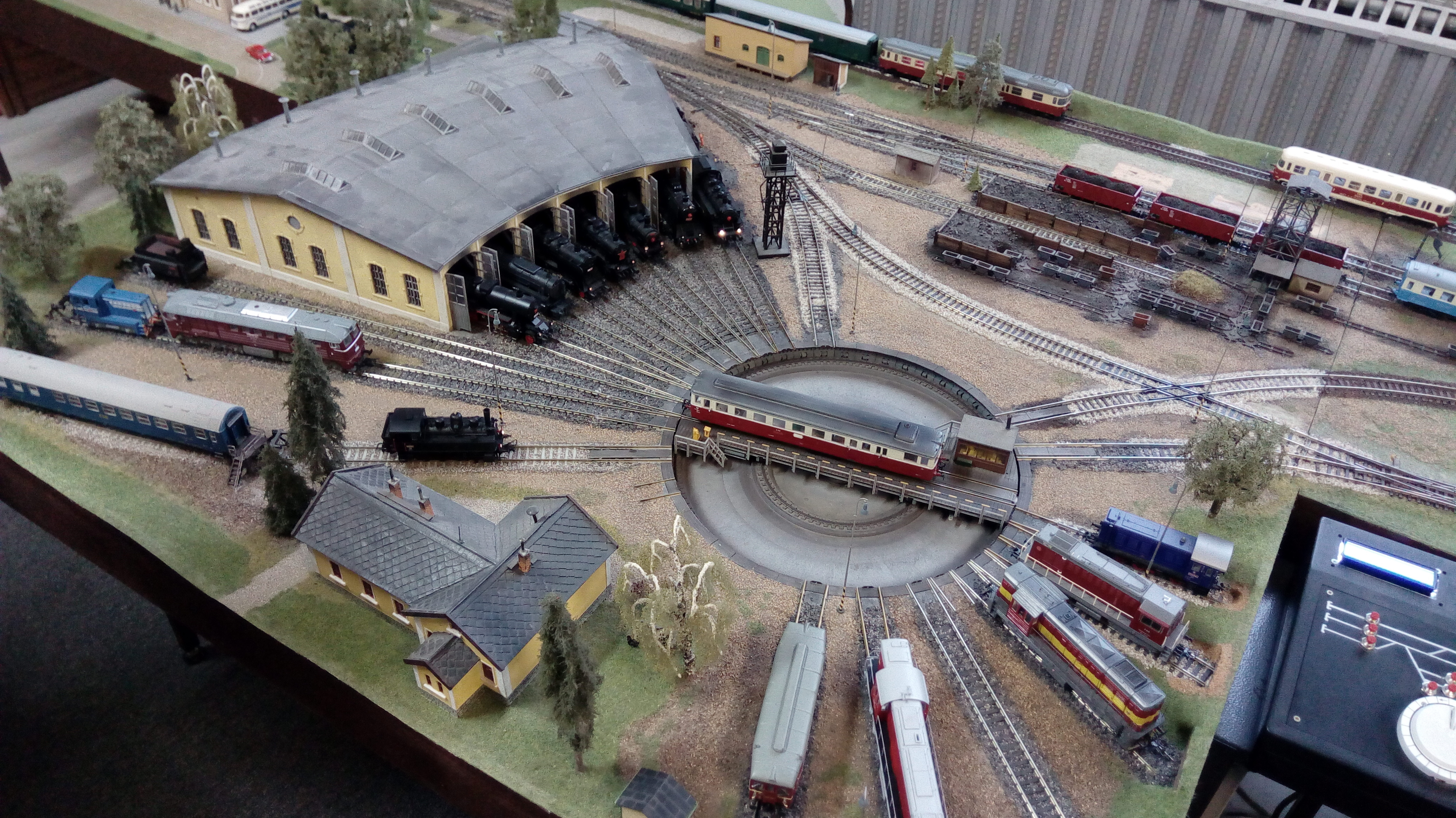
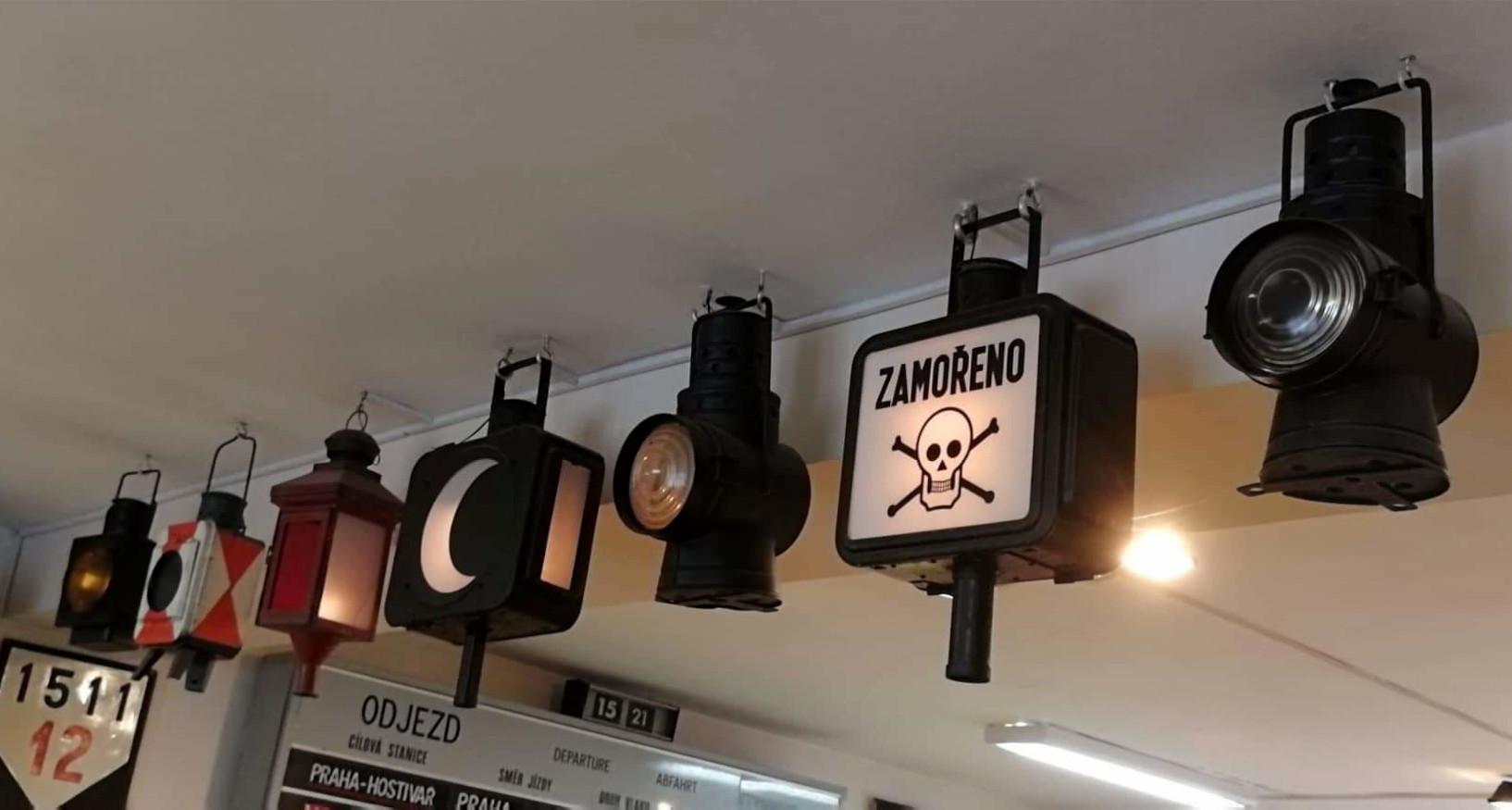
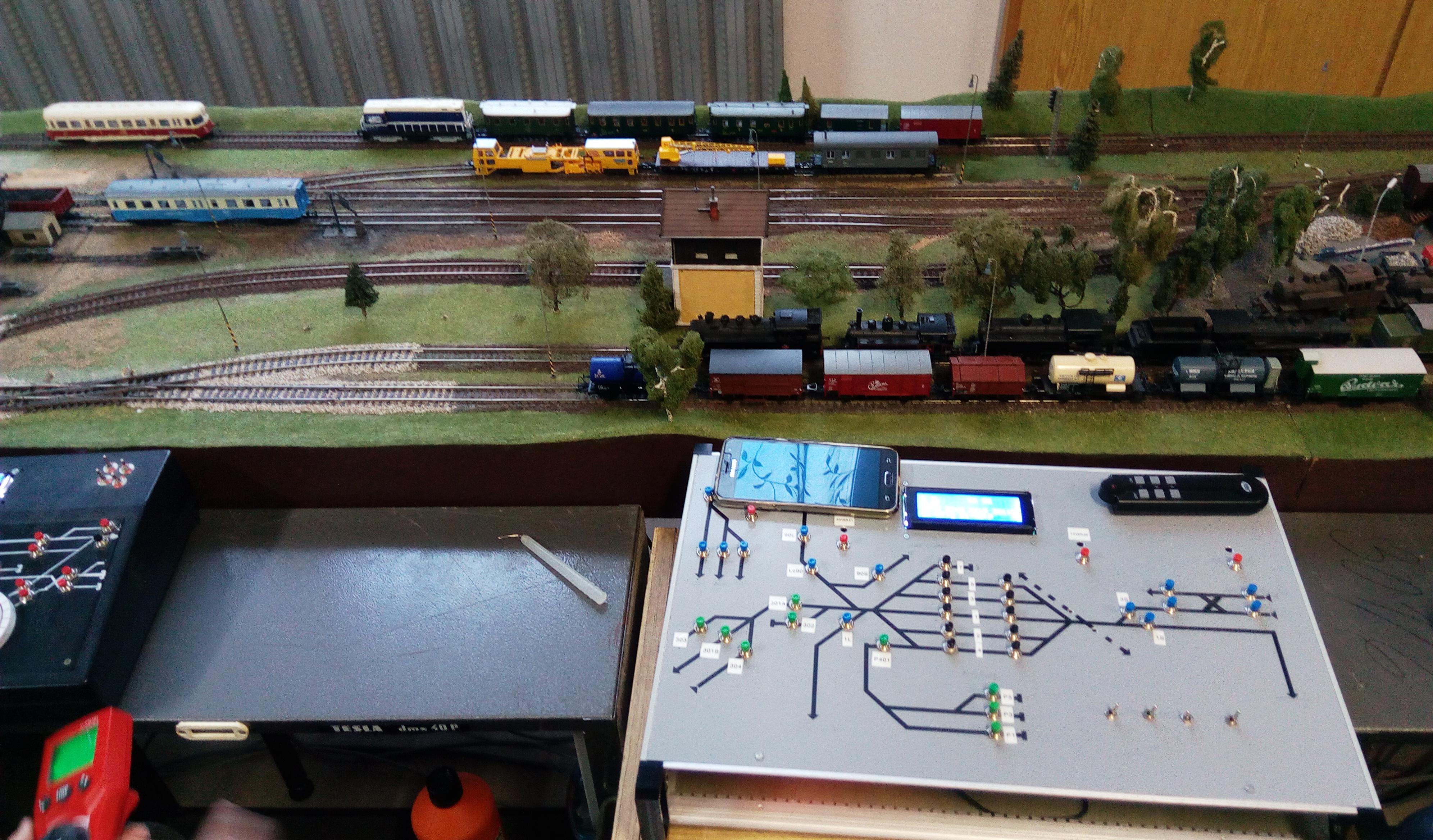